# Gueorgui Poltavtchenko

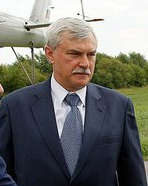
Gueorgui Poltavtchenko

Gueorgui Sergueievitch Poltavtchenko, em russo: Гео́ргий Серге́евич Полта́вченко (23 de fevereiro de 1953 em Bacu, URSS) é um político russo, foi prefeito da cidade de São Petersburgo, de 2011 até 2018.